# Carlo Marcelletti
Carlo Federico Marcelletti (Moie, 19 luglio 1944 – Roma, 6 maggio 2009) è stato un cardiochirurgo italiano.

## Biografia
Nato a Moie (AN), dopo la laurea si è perfezionato in cardiochirurgia in Gran Bretagna e negli Stati Uniti. Dal 1972 al 1976 si è specializzato in cardiochirurgia pediatrica e chirurgia cardiovascolare prima alla Stanford University di Palo Alto (California) e poi alla Mayo Clinic di Rochester (Minnesota). 

### Attività scientifica
Nel 1978 ha fondato e diretto il centro di cardiochirurgia pediatrica dell'Academisch Medisch Centrum di Amsterdam. Nel 1986 al "Bambin Gesù" di Roma ha effettuato in Italia il primo trapianto di cuore su un bambino.
Dal 1995 al 1997 ricopre il ruolo di Visiting Professor in diverse università in giro per il mondo, tra cui:
- Shneider Children's Medical Center, Università di Tel Aviv in Israele;
- Ospedale Pediatrico “William Soler”, Università dell'Avana a Cuba;
- Memorial Children's Hospital, Università di Varsavia in Polonia;
- Saddam Center for Cardiac Surgery, Baghdad in Iraq.

Dall'ottobre del 1997 fino a giugno del 2000 ha diretto l'Unità di Cardiochirurgia Pediatrica dell'Hesperia Hospital di Modena.
Nello stesso periodo, sempre all'Hesperia Hospital, è stato anche Direttore Scientifico della Scuola Internazionale di Perfezionamento “Dwight McGoon”.
Dal giugno del 2000 fino al novembre del 2008 ha diretto la Divisione di Cardiochirurgia Pediatrica dell'azienda ospedaliera Civico e Benfratelli di Palermo.
Ha tentato la terapia chirurgica di malformazioni congenite del cuore in soggetti in età pediatrica.
Nella sua lunga carriera ha visitato più di 25.000 bambini e ne ha operati più di 10.000.

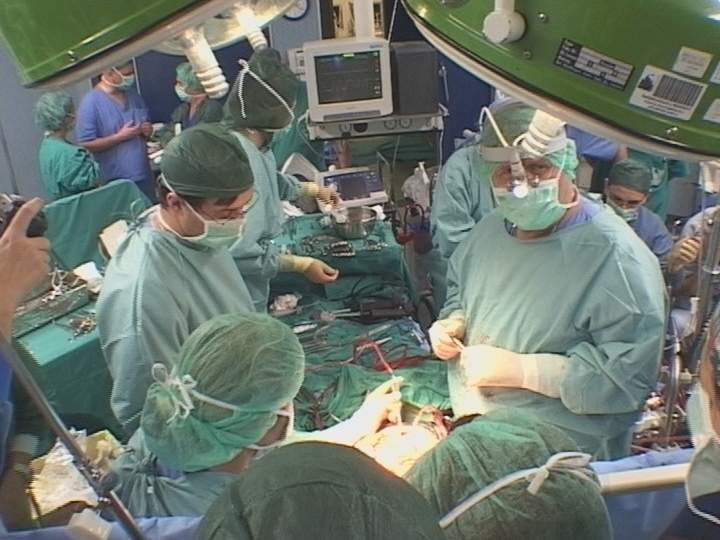
Il Prof. Marcelletti in sala operatoria

Nel mese di maggio del 2000 Marcelletti coordinò, insieme con il collega William Norwood della Dupont Foundation di Filadelfia, l'équipe di chirurghi che tentò, nell'ospedale Civico di Palermo, di separare le sorelline siamesi di origine peruviana Marta e Janet Milagro; il tentativo non riuscì. La vicenda aveva scatenato una polemica sull'eticità della scelta di sacrificare una bambina per lasciare in vita l'altra. Marcelletti era intervenuto solo in altri due casi analoghi, anche se meno gravi: nel 1989 il comitato etico dell'ospedale Bambin Gesù di Roma non aveva dato l'assenso all'intervento ed entrambi i gemelli, originari della Repubblica Dominicana, morirono tre mesi dopo. Tre anni dopo, a Filadelfia, un intervento simile fu autorizzato e uno dei bambini sopravvisse.
È stato fondatore e presidente dell'Associazione per la cura del Bambino Cardiopatico ONLUS, creata con la finalità di raccogliere fondi per dare borse di studio ai giovani medici specializzati nella cura di pazienti affetti da malformazioni congenita di cuore ed ai medici e paramedici provenienti da paesi in via di sviluppo tese alla divulgazione delle metodiche di terapie medico-cardiopatico, per creare alloggi gratuiti per i medici stranieri e per finanziare l'acquisizione di strumentazione ad alta tecnologia o materiale scientifico che contribuiscano al progresso della conoscenza per la cura delle malformazioni congenite di cuore. Madrina dell'Associazione è stata l'illustre scienziata Rita Levi-Montalcini.

### L'arresto e suicidio
Il 6 maggio 2008 è stato posto agli arresti domiciliari con le accuse di truffa aggravata ai danni dello Stato, peculato e concussione. Il provvedimento giudiziario nei confronti del medico è avvenuto a seguito di un'indagine condotta dalla Guardia di Finanza e dalla Squadra mobile di Palermo avviata dopo una denuncia contro ignoti per minacce, presentata da un familiare di un appaltatore dell'Azienda ospedaliera Civico. Altra accusa nei confronti del cardiochirurgo è il possesso di presunto materiale pedopornografico.
Il 7 novembre 2008 il tribunale del riesame ha accolto l'istanza degli avvocati difensori revocando la misura cautelare, anche se con obbligo di firma, autorizzando l'immediata ripresa della sua attività di medico e cardiochirurgo.

Il 20 novembre 2008 rassegna le sue dimissioni lasciando definitivamente l'Ospedale Civico di Palermo.

Il 6 maggio 2009 Marcelletti muore suicida all'Ospedale San Carlo di Nancy a Roma (dove fu ambientata la fiction Amico mio); l'autopsia ha rivelato come causa della morte una insufficienza cardiaca acuta, associata a massiccia overdose di digitale.

## Carriera scientifica
- Laurea in Medicina e Chirurgia, cum laude, presso L'Università Cattolica del Sacro Cuore di Roma.
- Specializzazione in Cardiologia, cum laude, presso L'Università Cattolica del Sacro Cuore di Roma.
- Specializzazione in Chirurgia cardiovascolare, cum laude, presso L'Università di Bari.
- Ha conseguito l'idoneità nazionale a Primario di Cardiologia con il punteggio di 100/100.
- Ha conseguito l'idoneità nazionale a Primario di Chirurgia vascolare con il punteggio di 100/100.

## Attività
- Centro per il trapianto Cardio-Polmonare in età pediatrica.
- Centro per lo screening, diagnosi e cura delle Malformazioni Cardiache Congenite.
- Scuola Internazionale Mediterranea di Scienze Cardiovascolari Pediatriche.
- Scientific Advisory Board Medtronic U.S.A. : per lo sviluppo di protesi biologiche valvolate.
- Scientific Advisory Board Berlin Heart, Berlin, Germany: per lo sviluppo di un ventricolo artificiale con ossigenatore in serie.
- Scientific Advisory Board Sheligh U.S.A. : per lo sviluppo di valvole biologiche impiantabili per via percutanea.
- Ospedale pediatrico "salesi" di Ancona : cardiochirurgo

## Area di ricerca clinica
- Univentricular Heart, natural history, septations and Extracardiac Fontan conduit: a combination of a bidirectional cavopulmonary anastomosis with an extracardiac conduit interposition between the inferior vena cava and pulmonary arteries.
- Conversion of previous atriopulmonary Fontan to Extracardiac Conduit Fontan.
- Experimental model for hydrodynamic study of Fontan circuit below the diaphragm.
- Pulmonary atresia + ventricular septal defect + Major Aorto-Pulmonary Collateral Arteries: development of new technique for one stage unifocalization and repair leaving the collaterals in situ and using the aorta as pulmonary confluence.
- Cerebral protection and in inflammatory response to the CPB.
- S-100 protein and CPB.
- CPB techniques for neonatal and infant Cardiac Surgery.

## Società Scientifiche
- Membro Società Italiana di Cardiologia.
- Membro Società Italiana di Cardiologia Pediatrica.
- Membro Società Italiana di Cardiochirurgia.
- Membership Society of Thoracic Surgeons.
- Membership American Association of Thoracic Surgery.
- Honorary Member, Cuban Society of Cardiology.